# 苏联民航99号班机空难
苏联民航99号班机，是一班自列宁格勒飞往摩尔曼斯克的苏联民航定期国内航班。1965年11月11日，一架图-124V在执飞此次航班的过程中于降落阶段坠毁。机上64名乘客和机组人员中，32人遇难。

## 事故经过
苏联民航99号班机于14:21从列宁格勒机场起飞。该次航班的起飞和巡航过程都十分顺利。不过，当飞机向摩尔曼斯克机场下降时，天气开始转坏。机场周围开始下雪260米高处出现了积雨云，能见度降至1.5km。当飞机飞到距离跑道7.1千米时，飞机已经偏航至跑道中线的延长线左侧400米的位置。在距跑道2400米处，飞机飞进了一片暴风雪中。出于某种原因，飞行员将飞机降至下滑道以下。随后飞行员看到闪烁在中央指示信标边的地面上的灯光，这使得飞行员将普通的灯光当成了跑道灯。当飞行员发现他们的错误时，一切都太晚了。最后，飞机坠毁于Kilp-Yavr湖的冰面上。机身断为两截，驾驶舱也与机身脱离。机身最后停在了距跑道头1562米的冰面上并迅速沉没。附近军事基地的士兵们设法在机身沉没前救出了一些乘客。驾驶舱则停在距机身166米的地方，部分沉入附近一座小岛旁的浅水中。